# Europees kampioenschap schaatsen 1901
Het Europese kampioenschap allround in 1901 werd van 2 tot 3 februari 1901 verreden in het Øen Stadion in Trondheim.
De titelverdediger was de Noor Peder Østlund, de Europees kampioen van 1900 gewonnen op de IJsbaan van Strbské Pleso in Strbské Pleso. De Noor Rudolf Gundersen werd kampioen door twee afstanden te winnen.

## Klassement
| #    | Naam                   | Land      | 500m     | 5000m       | 1500m       | 10.000m     |
| ---- | ---------------------- | --------- | -------- | ----------- | ----------- | ----------- |
| Goud | Rudolf Gundersen       | Noorwegen | 50,2 (2) | 9.30,0 (1)  | 2.44,6 (2)  | 21.34,6 (1) |
| (2)  | Carl Frantzen          | Noorwegen | 50,3 (3) | 9.32,4 (2)  | 2.46,2 (3)  | 21.42,2 (2) |
| (3)  | Asbjørn Bye            | Noorwegen | 49,4 (1) | 9.39,4)     | 2.43,6 (1)  | 22.21,8 (5) |
| (4)  | David Jahrl            | Zweden    | 51,4 (5) | 10.01,8 (6) | 2.50,8 (5)  | 22.16,4 (4) |
| (5)  | Olaf Onsøien           | Noorwegen | 53,2 (8) | 10.03,4*(8) | 2.57,0 (7)  | 22.22,8 (6) |
| NS4  | Knut Skaugstad         | Noorwegen | 50,4 (3) | 9.57,2 (5)  | 2.52,0 (6)  | NS          |
| NS4  | Anton Mathisen         | Noorwegen | 52,0 (6) | 10.17,8 (9) | 3.02,4 (9)  | NS          |
| NS4  | Johan Nilsen           | Noorwegen | 52,6 (7) | 10.02,0 7   | 2.58,8 (8)  | NS          |
| NS1  | Leonhard Kristoffersen | Noorwegen | NF       | 9.35,2 (3)  | 2.47,8 (4)  | 21.42,6 (3) |
| NS1  | Carl Kristoffersen     | Noorwegen | NS       |             | 3.18,2 (10) |             |

* = met val
NC = niet gekwalificeerd
NF = niet gefinisht
NS = niet gestart
DQ = gediskwalificeerd